# Sint-Annakapel (Molenschot)

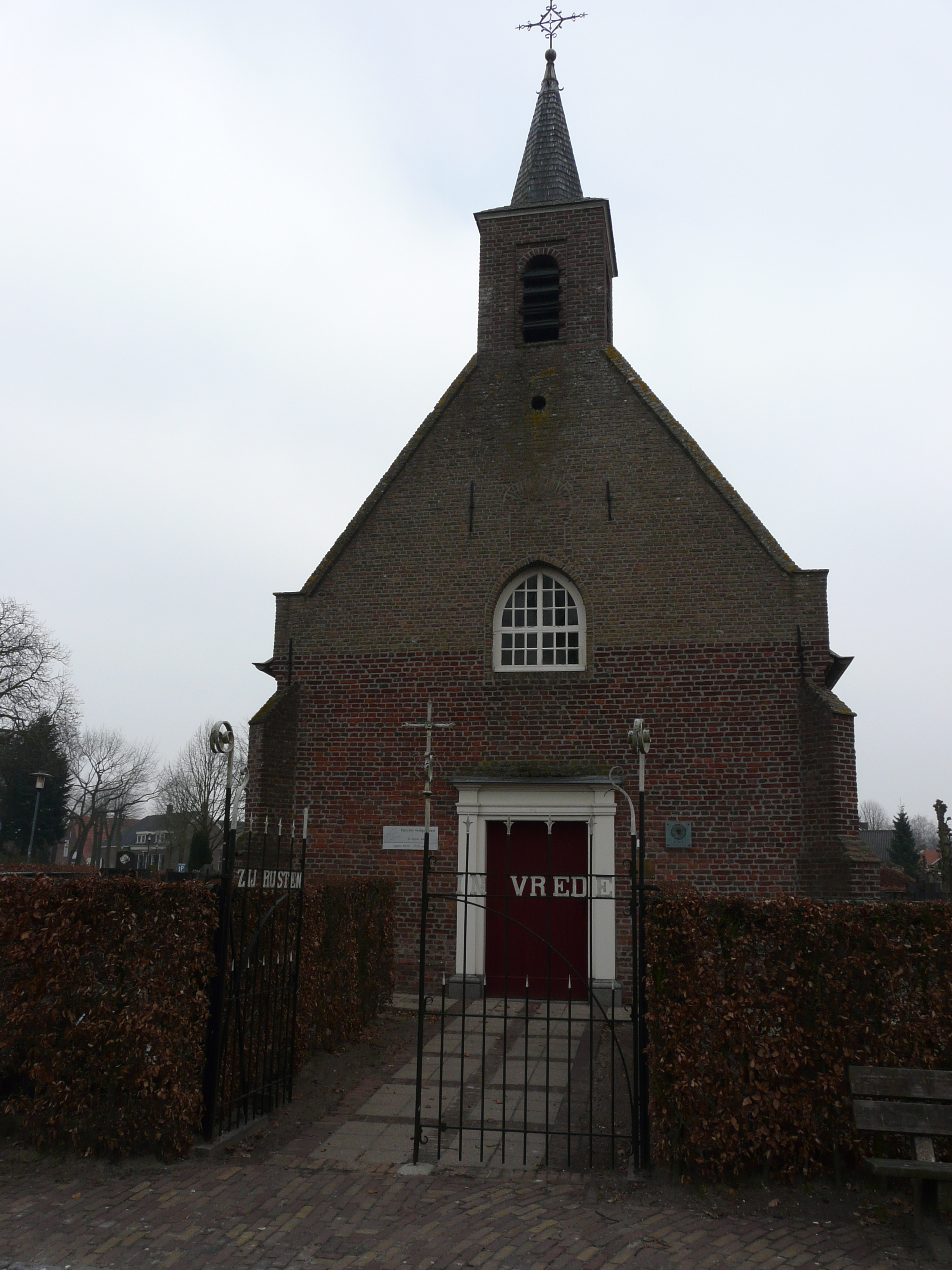
De Sint-Annakapel

De Sint Annakapel is een kapel in Molenschot in de gemeente Gilze-Rijen in de Nederlandse provincie Noord-Brabant.
Molenschot is bekend om de Sint Annakapel gewijd aan de Heilige Anna. De kapel wordt voor het eerst genoemd in 1549, in een register van de rentmeester van de prins van Oranje. Deze vermeldt dat de grond waarop onder andere de kapel stond werd gekocht door bewoners uit de buurt. De kapel was in de loop der eeuwen beschadigd en verwaarloosd geraakt en daarom besloot men in 1842 een ingrijpende renovatie door te voeren. Zo kreeg onder meer het torentje van de kapel zijn huidige plaats.
Op 1 juni 1879 werd de Broederschap van de Heilige Anna opgericht waarna er jaarlijkse pelgrimages uit de omgeving ontstonden. Bij de kapel werd rond 1890 een beeld geplaatst van de Heilige Anna en Maria. Ieder jaar vindt op 26 juli in het dorp nog de Sint Anna-verering plaats, waar onder meer een markt en een kermis een plaats hebben.
De kapel wordt traditioneel bezocht door vrouwen die bidden om een man of een kind: "Anneke, Anneke, geef me toch een manneke."